# ذخیره‌ساز متصل به شبکه

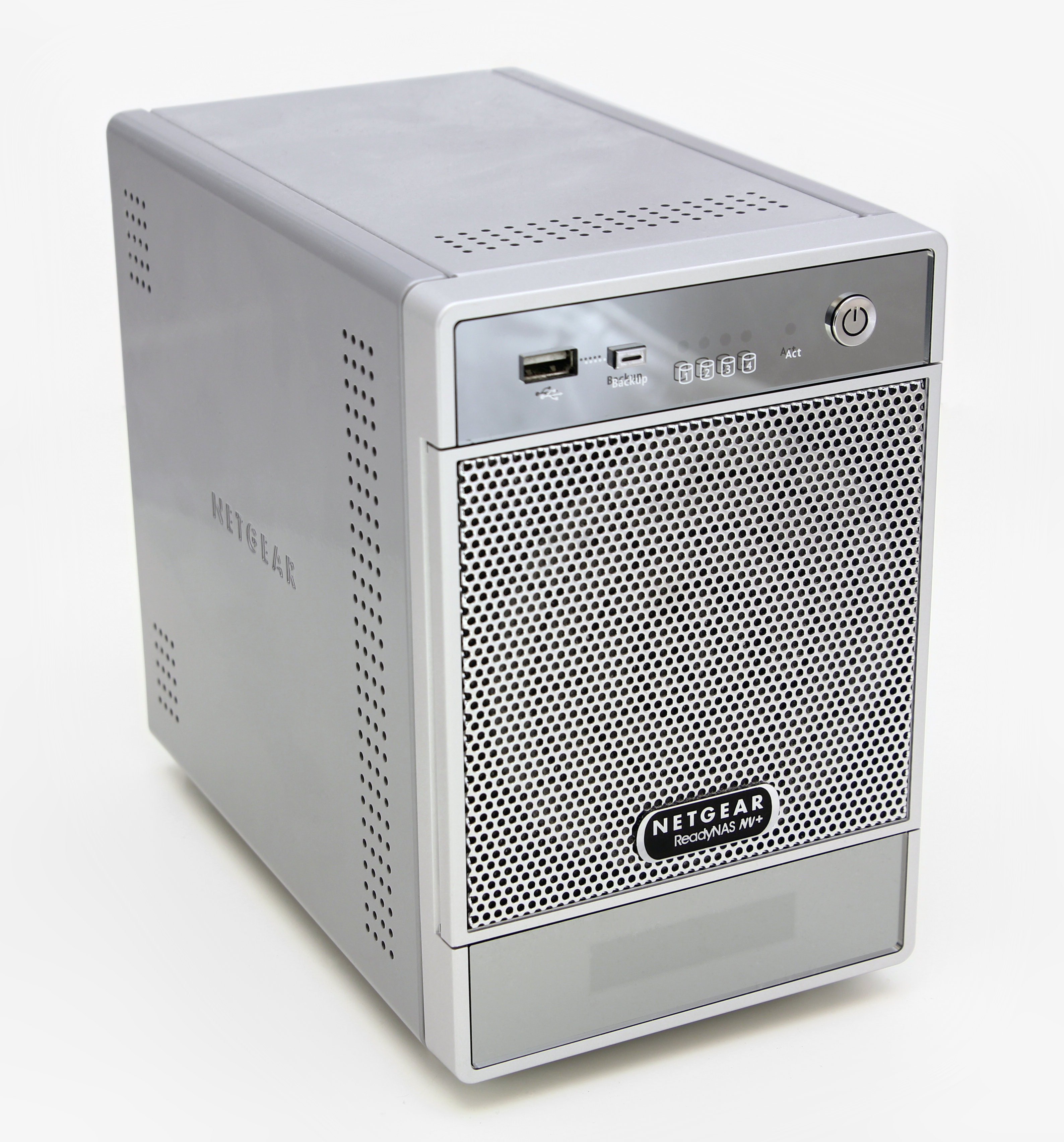
نس نت‌گییر

شبکه متصل ذخیره‌سازی (به انگلیسی: Network-attached storage) (مخفف انگلیسی: NAS) ذخیره‌ساز فایل محوری است که به شبکه متصل می‌شود و امکان دسترسی به اطلاعات را به کاربران آن شبکه می‌دهد. این شبکه نه تنها اطلاعات را ذخیره و به عنوان یک سرور فایل عمل می‌کند، بلکه امکان ویرایش و مدیریت فایل‌ها را هم دارد. این سیستم در سال ۲۰۱۰ به جهت دستیابی سریعتر و قیمت ارزانتر و مدیریت ساده‌تر (نسبت به شبکه ذخیره سازی) محبوبیت فراوانی یافت.